# ISO 13406-2
Gemäß der internationalen Norm ISO 13406-2 wurden LCD-Bildschirme nach folgenden Kriterien klassifiziert:
- Leuchtdichte, Kontrast und Farbe gemessen in Abhängigkeit von der Blickrichtung des Betrachters
- Reflexionen und Kontrast bei einfallender Beleuchtung
- Bildaufbauzeit
- Defekte (Pixelfehler)

ISO 13406-2 ist seit Juni 2006 zurückgezogen und durch die Normenreihe ISO 9241 ersetzt worden. In dieser dürfen bei Pixelklasse 1 bereits Fehler auftreten.

## Pixelfehlerklassen nach ISO 13406 im Überblick
| Pixelfehlerklasse | Fehlertyp 1 – ständig leuchtender Pixel | Fehlertyp 2 – ständig schwarzer Pixel | Fehlertyp 3 – defekter Subpixel, ständig leuchtend oder ständig schwarz |
| ----------------- | --------------------------------------- | ------------------------------------- | ----------------------------------------------------------------------- |
| I                 | 0                                       | 0                                     | 0                                                                       |
| II                | 2                                       | 2                                     | 5                                                                       |
| III               | 5                                       | 15                                    | 50                                                                      |
| IV                | 50                                      | 150                                   | 500                                                                     |

Die genannten Zahlen beziehen sich auf eine Million Bildpunkte. Für einen gängigen 19 Zoll LCD mit 1280 × 1024 Pixeln muss man die Werte noch mit ca. 1,3 multiplizieren, d. h. in Klasse II sind 2,6 defekte Pixel erlaubt. In Klasse II sind 6 defekte Sub-Pixel erlaubt (3 Sub-Pixel = 1 Pixel), bzw. laut Fehlertyp 3 sogar 7 defekte Sub-Pixel (5 × 1,3 = 6,5 aufgerundet 7).